# 앙젤리크 키조
앙젤리크 키조(Angélique Kidjo, 1960년 7월 14일 ~ )는 베냉의 싱어송라이터이다.